# جودي كيمبل
جودي كيمبل (بالإنجليزية: Judy Kimball)‏ هي لاعبة غولف أمريكية، ولدت في 17 يونيو 1938 في سيوكس سيتي في الولايات المتحدة.